# Куты Первые
Куты Первые (укр. Кути Перші) — бывшее село в Семёновском районе Черниговской области Украины. Население 10 человек. Занимает площадь 0,55 км².
Решением (30-я сессия) Черниговского областного совета 18 июня 2013 года село было снято с учёта.
Почтовый индекс: 15404. Телефонный код: +380 4659.

## Власть
Орган местного самоуправления — Семёновский городской совет. Почтовый адрес: 15400, Черниговская обл., Семёновский р-н, г. Семёновка, ул. Красная Площадь, 6. Тел.: +380 (4659) 2-11-97; факс: 2-12-36.